# جوش باتلر
جوش باتلر (بالإنجليزية: Josh Butler)‏ هو لاعب كرة قاعدة أمريكي، ولد في 11 ديسمبر 1984 في أوبورن في الولايات المتحدة.

## وصلات خارجية
- جوش باتلر على موقع دوري كرة القاعدة الرئيسي (الإنجليزية)
- جوش باتلر على موقعبيزبول رفرنس.كوم (الدوري الرئيسي) (الإنجليزية)
- جوش باتلر على موقعبيزبول رفرنس.كوم (الدوري الثانوي) (الإنجليزية)
- جوش باتلر على موقع إي إس بي إن.كوم (أم.أل.بي) (الإنجليزية)
- جوش باتلر على موقع مشجعي الرسوم البيانية (الإنجليزية)